# Dibrachys pelos
Dibrachys pelos är en stekelart som beskrevs av Grissell 1974. Dibrachys pelos ingår i släktet Dibrachys och familjen puppglanssteklar. Inga underarter finns listade i Catalogue of Life.